# Nilandhe du Nord
Cette page contient des caractères et des mots thâna comme ހ ou ފ. En cas de problème, consultez l’article Thâna ou testez votre navigateur.
Nilandhe du Nord, en dhivehi ނިލަންދެއަތޮޅު އުތުރުބުރި, est un atoll des Maldives.

## Géographie
Les 4 641 habitants de l'atoll se répartissent sur 6 des 23 îles qui le composent (Bileddhoo, Dharanboodhoo, Feeali, Filitheyo, Magoodhoo et Nilandhoo). Les terres émergées représentent 2,2 km2 sur les 597,15 km2 de superficie totale de l'atoll, lagon inclus. Sa capitale est Nilandhoo.

## Administration
Nilandhe du Nord constitue une subdivision des Maldives sous le nom de Faafu. Sa capitale est Nilandhoo.